# Rio Alexeni
O Rio Alexeni é um rio da Romênia afluente do rio Dorna, localizado no distrito de Suceava.